# Lublóváry család

A lublóvári Lublóváry (Craus) család címere (1592) a Siebmacher féle könyvből

A lublóvári Lublóváry család egy régi római katolikus felvidéki nemesi család, amelynek a vezetékneve eredetileg "Craus" volt. 1935-ben lublóvári Craus Balázs engedélyt szerzett a vezetékneve megváltoztatására "Lublóváry"-ra.

## A család története
A magyar nemességet és családi címerét 1592. november 18-án Craus János a szepesi 13 város és Lublóvár kormányzója Rudolf magyar királytól szerezte meg. 1593. szeptember 6-án hirdették ki Szepes vármegyében. Leszármazottja nemes Craus Dániel, akinek nejétől Toró Borbálától született fia Craus Vince (†1859), znióváraljai lakos. Craus Vicne két izben házasodott meg: első nejét Grubiczky Johannát 1801. február 9-én vette el; Craus Antal Vince és Grubiczky Johanna fia Craus Imre (*1803), akinek az unokája Craus István (1848–1933), Nyitra vármegye főispánja, országgyűlési képviselő, a Lipótrend és a Vaskorona rend lovagja, aki 1890. szeptember 11-én a nagykéri nemesi előnevet szerezte meg adományban I. Ferenc József magyar királytól.
Craus Antal Vince (†1859), znióváraljai lakos és második neje Kováts Jeanett (†1872) frigyéből származott nemes Craus Jenő (1812–1873). Craus Jenő feleségül vette a régi Trencsén vármegyei nemesi származású ludrovai Moys Jozefa Fruzsina (1826–1869) kisasszonyt, akinek a szülei a család deményfalvi ágból származó ludrovai Moys András, földbirtokos és ivachnófalvi Rády Judit (1799–1850) voltak. A régi nemesi származású ludrovai Moys családról már a 17. század első felében vannak említések; Moys János, földbirtokos, aki Likaván a királyi kincstári igazgatóságnál gazdasági tiszt, az elévült valódi nemességének visszaszerzése végett folyamodása után 1696. július 11-én címeres nemeslevelet szerzett I. Lipót magyar királytól. Craus Jenőné Moys Jozefa Fruszina egyik fivére ludrovai Moys István (1827–1892), pozsonyi köz- és váltó-jogi ügyvéd volt. Craus Jenő és Moys Jozefa Fruzsina fiai: dr. lublóvári Craus Gyula (1856–1913), szentendrei ügyvéd, és lublóvári Craus Géza (1863–1931) alerdőfelügyelő, miskolci lakos, akik 1911. augusztus 24-én adományban szerezték I. Ferenc József magyar királytól a "lublóvári" nemesi előnevet, amely ősére Craus János Lublóvár kormányzójára utalt.

## Géza ága
Craus Jenő (1812–1873) és ludrovai Moys Jozefa Fruzsina (1826–1869) egyik fia, lublóvári Craus Géza (1863–1931) alerdőfelügyelő, miskolci lakos, feleségül vette Fogarason, 1891. szeptember 25-én Konnert Berta (1874–1902) kisasszonyt. Craus Géza és Konnerth Berta frigyéből született lublovári Craus Gaszton Jenő (1892–1972), főhadnagy, az I. o. ezüst vitézségi érem, a Károly csapatkereszt és a sebesülési érem tulajdonosa. 1934. februárjában a Kormányzó a belügyminiszter előterjesztésére megengedte, hogy lublóvári Craus Gaszton nemesi előneve használatának érintetlenül hagyása mellett a "Lublóváry" nevet használhassa. Lublóváry Gaszton főhadnagy 1919. április 5-én Miskolcon, feleségül vette nemes Nagy Izabella (1895–1974) kisasszonyt, akitől született Lublóváry Attila (1920–1945). A megözvegyült lublóvári Craus Géza Aladár királyi al-erdőfelügyelő 1908. december 17-én, feleségül vette Pucher Adrienn kisasszonyt, akinek a szülei Pucher Ottmár (1854–1917), vasúti felügyelő, és Nyers Szidónia (1856–1905) voltak.

## Gyula ága
Craus Jenő (1812–1873) és ludrovai Moys Jozefa Fruzsina (1826–1869) egyik fia, lublóvári Craus Gyula (1856–1913), szentendrei ügyvéd, a Budapesti Ügyvédi Körnek évtizedeken át ügyésze volt, élete végére tiszteletbeli ügyésze. Eperjesen, 1900. augusztus 11-én feleségül vette a jómódú nemesi származású bethlenfalvi Bethlenfalvy Rozália (1871–1944) kisasszonyt. A menyasszony részéről Bornemisza Boldizsár állam-rendőrségi főparancsnok és Bethlenfalvy Antal, a vőlegény részéről Kőszeghy Sándor országgyűlési képviselő és Ghyllányi József királyi tanácsos voltak a tanuk. Crausz Gyuláné Bethlenfalvy Rozáliának a szülei bethlenfalvi Bethlenfalvy Rezső (1833–1878), a Magyar Királyi Államvasutak felügyelője, és kálnói és ádámföldi Bornemisza Éva (1841–1937) asszony voltak. Az apai nagyszülei az ágostai hitvallású nemesi származású Golberger Imre (1800–1859), bethlenfalvi földbirtokos, és nemes Spóner Ludmilla (1809–1873) voltak. Goldberger Imre szülei nemes Goldberger Dávid (1764–1825), Szepes vármegye táblabírája, földbirtokos, és liptószentiváni Szentivány Zsuzsanna voltak; az ágostai hitvallású Goldberger Dávid és a római katolikus liptószentiváni Szentivány Zsuzsanna 1810. május 11-én házassági engedélyt szereztek I. Ferenc magyar királytól. Goldberger Dávidnak a nagyapja, Goldberger Mihály nemességet szerzett örökbefogadás útján 1728. február 27-én az III. Károly magyar király jóvoltából; nemes Goldberger Dávid, késmárki polgár, királyi tanácsos, és neje Mauks Judit örökbe fogadta az unokaöccsét, a már felnőtt Genersich Mihályt, akinek a szülei Genersich Dávid és Mauks Katalin voltak. A magyar nemességet Goldberger Dávid királyi tanácsosnak az ősapja Goldberger Mátyás 1635 június 18-án II. Ferdinánd király címeres szerezte meg adományban. Golberger Rezső és testvérei Imre, Kornél, Antal, és György bethlenfalvi földbirtokos királyi névváltoztatási engedélyt szereztek és a "Goldberger" vezetéknevet hanyagolva a "Bethlenfalvy"-t vették fel; emellett az I. Ferenc József magyar király a "bethlenfalvi" nemei előnevet is adományozta nekik. Az anyai nagyszülei kálnói és ádámföldi Bornemisza Sándor (1803–1878), Kerületi Táblai ülönöke, Sáros vármegye főszolgabirója, földbirtokos, és péchujfalusi Péchy Mária (1801–1876) voltak. Bornemisza Sándorné Péchy Mária szülei péchujfalusi Péchy László (1763–1827), földbirtokos és báró Palocsay-Horváth Terézia  (1771–1825) voltak.
Craus Gyula (1856–1913) ügyvéd és Bethlenfalvy Rozália (1871–1944) frigyéből egy fiú- és egy leánygyermek született: Lublóváry Balázs (1905–1980), jogász, és Lublóváry Angéla (1907–1963), Varga Józsefné. 1935. november 30-án dr. Craus Balázs és leánytestvére Angyalka engedélyt szerzett a vezetéknév változtatására "Lublóváry"-ra. 1939. május 6-án a budapesti várbeli Kapisztrán-téri helyőrségi templomban dr. Lublóváry Balázs feleségül vette Bakai Rita kisasszonyt, akinek a szülei Bakai Alfréd (1887–1964), alezredes, magyar királyi honvédszámvevőségi igazgató, valamint a nemesi származású tótbakai és bakabányai Bakay Erzsébet (1888–1960) voltak. Az anyai nagyszülei tótbakai és bakabányai Bakay Oszkár (1858–1900), hercegprímási uradalmi intéző, és nemes Modrovich Anna (1862–1944) voltak. Bakay Oszkárnak a szülei tótbakai és bakabányai Bakay Imre (1825–1891), hites ügyvéd, Esztergom vármegye bizottsági tagja, földbirtokos és Pollack Anna (1833–1903) voltak. Bakay Oszkárné Modrovich Anna szülei nemes Modrovich Károly, mosonmegyei pénztárnok és Wagenhuber Sybilla voltak. A tótbakai és bakabányai Bakay család nemességét és címereslevelét Bakay Gábor és neje Ratkay Zsófia, valamint Gábor fivérei Bakay János és András 1712. június 6-án szerezték meg III. Károly magyar királytól. Lublóváry Balázs és Bakai Rita frigyéből több fiúgyermek született: Lublóváry Ákos, Árpád, Géza, és Gábor.

## A család címere leírása
Craus család címere (1592): Egy pelikán csőrével szúrja a mellkasát, és három fiókáját a kicsorduló vérrel eteti meg. Sisakdísz: a pajzsfigura. Takarók: vörös-ezüst, kék-ezüst.